# 大地龍屬
大地龍屬（屬名：Tatisaurus）是種生存於早侏儸紀的恐龍，化石發現於中國雲南省下祿豐組。因為化石零碎，所以對於大地龍的研究甚少。

## 發現與種
模式種是奧氏大地龍（T. oehleri），在1965年由D.J. Simmons所敘述、命名，根據部分左下頜與牙齒。Simmons認為該化石應為原始稜齒龍類，但該化石帶有些甲龍下目的特徵。在1990年，該標本由董枝明重新檢驗，董枝明注意到大地龍與華陽龍有相似處，於是將大地龍分類於劍龍下目華陽龍科。
在1996年，S.G. Lucas將大地龍改歸類於腿龍屬。大衛·諾曼（David B. Norman）等人提出不同意見，他們認為大地龍是種原始裝甲亞目恐龍，狀態為疑名。

## 外部連結
- https://web.archive.org/web/20090929110400/http://www.thescelosaurus.com/ornithischia.htm